# 1977년 롯데 자이언트 시즌
1977년 롯데 자이언트 시즌은 롯데 자이언트가 실업리그에 참가한 2번째 시즌이다. 김동엽 감독이 팀을 이끈 2번째 시즌이었으나 중도 사퇴하고 도위창 감독 대행이 잔여 시즌을 맡았다.

## 타이틀
- 대륙간컵 금메달: 유남호, 김정수, 천보성

## 선수단
- 투수 : 계형철, 양한철, 유남호, 박덕용, 김홍곤, 송범섭, 강용수
- 포수 : 손상대, 예형수, 송호창
- 내야수 : 김정수, 김인식, 천보성, 차영화, 남태현, 박경용, 김승환
- 외야수 : 김성관, 정현발, 조창수, 김봉기, 김기훈

## 성적
- 부산시장기 준우승
- 전기 1차 실업단리그 승률 3위/6팀
- 전기 2차 실업단리그 승률 2위/6팀
- 전기 2차 리그 최종 우승
- 전기 리그 통합 준우승
- 백호기 4강 진출
- 후기 1차 리그 1위/6팀
- 후기 1차 결승리그에서 탈락
- 후기 2차 리그 1위/6팀
- 후기 2차 결승리그에서 탈락 > 코리안시리즈 진출 실패

## 수상
- 양한철 : 부산시장기 감투상
- 유남호 : 후기 2차 리그 최다 승리상